# Nothocercus julius
Il tinamo pettofulvo (Nothocercus julius (Bonaparte, 1854)) è un uccello  della famiglia dei Tinamidi.

## Descrizione
Lunghezza: 35–41 cm.

## Distribuzione e habitat
Dalla Colombia centrale ed estremo occidente del Venezuela (Parco nazionale El Tamá) a sud fino al centro dell'Ecuador meridionale; Perù centro-meridionale.